# Henckelia geitleri
Henckelia geitleri är en tvåhjärtbladig växtart som först beskrevs av A. Weber, och fick sitt nu gällande namn av A. Weber. Henckelia geitleri ingår i släktet Henckelia och familjen Gesneriaceae. Inga underarter finns listade i Catalogue of Life.